# Greg Selinger
Gregory "Greg" Selinger es un político canadiense quien se desempeñó como el 21º primer ministro de la provincia de Manitoba entre 2009 y 2016, y líder del Nuevo Partido Democrático de Manitoba desde el 18 de octubre de 2009. De 1999 a 2009 fue Ministro de Hacienda en el gobierno de su predecesor inmediato, Gary Doer. Selinger ha sido el miembro de la Asamblea Legislativa de Manitoba por San Bonifacio desde 1999.

## Infancia y educación
Selinger llegó a Manitoba desde Saskatchewan, fue un niño con madre soltera. Ella tenía una pequeña tienda de ropa en Winnipeg.
Selinger recibió una Licenciatura en Trabajo Social de la Universidad de Manitoba, un Master en Administración Pública de la Universidad de Queen y un doctorado en filosofía por la London School of Economics.
Antes de entrar en política, trabajó como profesor asociado en la Facultad de Trabajo Social de la Universidad de Manitoba, en el Hospital San Bonifacio, el Museo de San Bonifacio, la Community Income Tax Service Boards, y como presidente de la asociación de los antiguos pobladores de San Bonifacio.